# 五城区
五城区用来指代成都市的五个中心城区。
- 锦江区
- 青羊区
- 成华区
- 金牛区
- 武侯区

该说法形成于1990年代初，但实际上2017年以后成都市的中心城区的范围已经扩展到了五城区之外的双流区、新都区、温江区、龙泉驿区、青白江区、郫都区。另外成都市也有六城区的说法，即包括了成都高新技術產業開發區在内。